# Solefald
Solefald (en noruego, ocaso, literalmente caída del sol) es una banda de black metal avantgarde noruega formada en 1995 en Oslo por Lars Are Lazare Nedland (voz, teclado, sintetizador y percusión) y Cornelius Jakhelln (guitarra y bajo). En una entrevista a Century Media Records, Lazare explicó que el origen del nombre de la banda estaba en dos pinturas del artista noruego Theodor Kittelsen, Soleglad y Solefald que representan el ciclo de la existencia.

## Inicios
Su primera colaboración juntos fue en 1995 con la canción When the Moon is on the wave, lanzando al año siguiente una demo con 5 canciones titulada Jernlov (ley de hierro). Esta grabación fue su trabajo black metal más tradicional, a pesar de incorporar elementos novedosos como voces limpias y pasajes de piano. Solefald fue uno de los primeros grupos en incorporar este nuevo tipo de elementos al estilo black metal, virando hacia el avantgarde.
En 1996, la banda firmó con la discográfica milanesa Avantgarde Music, con la publicó al año siguiente, en julio, su primer álbum completo, The Linear Scaffold, que continuaba el estilo marcado en la demo. Este disco cuenta con 8 canciones, dos de ellas ya incluidas en Jernlov, pero que fueron reescritas y grabadas de nuevo. De nuevo incorporaron elementos hasta ahora no presentes en el black metal, como sonido de palmas y coros, pasajes de guitarra limpia al estilo jazz y voces sobre acompañamiento de piano. El disco incluye letras en inglés y en noruego, y también una canción en la que Cornelius recita un poema propio (Tequila sunrise) sobre una melodía de teclado. Tras la publicación de este álbum, la banda se definió a sí misma como red music with black edges.

## De gira
En 1998, Solefald empezó la aventura fuera de los estudios y emprendió su primera gira en solitario por Europa, acompañados de la banda de metal sinfónico Haggard y del grupo de metal gótico Tristania. Al ser un grupo de dos componentes, para sus actuaciones contaron con la colaboración de John Erik Jacobsen (Didrik von PanzerDanzer) a la segunda guitarra (quien además realizó una gira con otro proyecto de Cornelius, Sturmgeist), Tarald Lie a la batería y Jens-Petter Sandvik en el bajo (ex-componente de Dimmu Borgir).

## Neonism
Neonism fue el segundo disco de estudio publicado por Solefald, el 24 de septiembre de 1999. Este nuevo álbum incorporó elementos del pop, la música clásica, el punk, el metal progresivo y el Trip hop, con letras en inglés y en francés. Estas letras, además, fueron bastante atípicas en el panorama metal en general y black metal en particular por su contenido sociopolítico y de crítica de la cultura popular. El disco tuvo airadas críticas tanto por esto como por la pobre calidad de la grabación, defendida por el grupo debido a la necesidad de reducir la calidad de las pistas para poder mezclar todos los sonidos que incorporaron y recuperar el sonido original del black metal de la vieja escuela. El grupo llegó a recibir una amenaza de muerte desde Estados Unidos de un fan que consideró el disco como una abominación del black metal. Acuñaron para este disco la definición radical designer rock and roll.
Tras la publicación de Neonism, ambos decidieron tomar un tiempo de descanso de Solefald para dedicarse a otros proyectos. Lazare se unió a Borknagar, un grupo de folk black metal progresivo, como teclista haciendo también los coros. En 2000, Lazare publicó junto a ellos su primer álbum, Quintessence.

## Pills against the ageless ills
En 2001, los dos músicos volvieron a reunirse para lanzar su tercer álbum, titulado Pills against the ageless ills. Un álbum conceptual basado en relatos de ficción escritor por Cornelius, que cuentan la historia de los hermanos Pornographer Cain y Philosopher Fuck y sus últimos días de vida. Cain, un directo de porno, es hallado culpable de la muerte de Kurt Cobain; por su parte, Fuck ss exilia de los Estados Unidos y muere en un hospital parisino. En este disco continúa su evolución dentro del black metal, jugando con las voces, incorporando elementos de hard rock e incluso ritmos de drum and bass. La voz de Cornelius en este disco se asemeja a bandas del estilo gótico, llegando a un sonido que ha mantenido desde entonces. El disco, publicado el 19 de septiembre de 2001, fue el primero grabado bajo el sello alemán de Century Media.

## In Harmonia Universali
El 24 de marzo de 2003, Solefald publicó su cuarto álbum de estudio, titulado In Harmonia Universali, también con la discográfica Century Media (fue el último disco que grabaron con este sello). El disco contaba con 10 canciones, cada una de cuyas letras va dedicada a varios artistas, filósofos y divinidades. En este caso, las letras están en cuatro idiomas distintos: inglés, noruego, francés y alemán. En el aspecto instrumental siguieron en la línea de incorporar nuevos elementos, en este caso un piano de cola, una guitarra española, violines y saxofón.
Tras esta publicación, Lazare siguió expandiendo su carrera de colaboración con otras bandas, en especial como cantante del grupo folk viking black metal Ásmegin. En 2004 se unió al grupo de avantgarde Age of Silence como letrista y cantante. Por su parte, Cornelius, a principios de 2005 publicó junto a su banda Sturmgeist su primer álbum, Meister Mephisto. El estilo de este grupo está influido por el thrash y el black metal. Para esta grabación contaron con los coros de Lazare.

## Viaje a Islandia
A mediados de 2005, Solefald viajó a Islandia para escribir su nuevo álbum, pero, aunque en un principio solo estaba previsto un nuevo lanzamiento, escribieron material para dos discos y decidieron publicar ambos por separado. Sus títulos fueron Red for Fire y Black for Death, recuperando aquella definición hecha una década antes de red music with black edges. Ambos discos comprenden una saga nórdica escrita por Cornelius que trata sobre Bragi, un escaldo en la corte del Rey de Islandia. Red for Fire fue publicado el 14 de octubre con el título completo de Red for Fire: an Icelandic odyssey Part 1. Por su parte, el segundo disco fue lanzado el 13 de noviembre de 2006 bajo el título de Black for Death: and Icelandic odyssey Part 2. Tres meses después de este disco, en febrero de 2007, Solefald anunció que cesaba el contrato con la discográfica Season of Mist.

## Discografía

### Discos de estudio
- The Linear Scaffold (Avantgarde Music, 1997)
- Neonism (Avantgarde Music, 1999)
- Pills against the ageless ills (Century Media, 2001)
- In Harmonia Universali (Century Media, 2003)
- Red for Fire: an Icelandic odyssey Part 1 (Season of Mist, 2005)
- Black for Death: an Icelandic odyssey Part 2 (Season of Mist, 2006)
- Norrøn Livskunst (Indie Recordings, 2010)
- World Metal. Kosmopolis Sud (Indie Recordings, 2015)

### Demos
- Jernlov (Maqueta, 1995)

## Enlaces
- Página oficial de Solefald
- Página oficial en MySpace
- Página oficial de Cornelius
- Página de Lazare Nedland en Myspace
- Cornelius von Jackhelln, interview X/2009 avantgarde-metal.com Archivado el 6 de diciembre de 2010 en Wayback Machine.

- Datos: Q591619